# Fish!
A Fish! magyar "hardpop" együttes.
A zenekar 1999-ben alakult meg, és néhány év alatt viszonylag ismertté vált a magyar könnyűzenei életben. Első EP-jüket, aminek Check out the sound volt a címe, 2001-ben adták ki, de az első nagylemez egészen 2006-ig váratott magára. A First of many kiadása óta az alapítók közül mára csak az együttes frontembere, Kovács Krisztián (becenevén Senior Hal) tagja a zenekarnak. 2009-ig - a Tessék EP-n kívül - angol nyelvű dalokat adtak ki, az akkor megjelent Csinálj egy lemezt című albumtól kezdve azonban magyar nyelven zenélnek. A 2010-es Mindenki király című EP-t ingyenesen letölthetővé tették, és az azóta megjelent kiadványaikat - többek között a 2011-es Sav című albumot - is csak szerzői kiadásban adták ki. Mára ingyenesen letölthetővé tették régebbi lemezeiket is, amik az együttes weboldalán érhetőek el. 2011-ben a zenekart jelölték a 2011-es MTV EMA legjobb magyar előadó kategóriájában.

## Története
A zenekar első formációja 1999-ben jött létre egy szerencsés véletlennek köszönhetően; a zenekar tagjai egy lépcsőházban laktak, és miután megtudták egymásról, hogy zenélnek, elkezdtek közösen játszani, illetve barátaiknak adtak koncerteket saját dalaikból. Az együttesnek lassan híre ment, felvették a Fish! nevet - a zenekar frontembere szerint a könnyű megjegyezhetőség érdekében lett ez a zenekar neve, nincs mögöttes jelentése - és a pesti sikerek után vidéken is koncertezni kezdtek. 2001-ben adták ki első anyagukat, az angol nyelvű Check out the sound EP-t. A lemezről szerepelt egy dal (a "Positivo") a 2001-es Pizzás című filmben, a "Life isn't easy" című dal pedig rákerült a 2003-as Sziget Fesztivál  válogatáslemezre.
2001-2002 környékére bár összeállt egy teljes nagylemeznyi magyar nyelvű anyag, az együttesnek  akkor nem volt lehetősége azt rögzíteni, és csak egy magyar nyelvű EP-t adtak ki 2003-ban, aminek a Tessék címet adták. A zenekar ezután újra angol nyelvű dalokat írt, és számos tagcsere után 2006-ban, 7 évvel megalakulásuk után adták ki első nagylemezüket, a First of many-t, a CLS kiadónál. A kritikusok jó véleménnyel voltak az albumról, amit addigra viszonylag kiforrott stílusuknak köszönhettek, illetve annak, hogy az egymástól távol eső műfajokat sikeresen gyúrták eggyé ezzel saját hangzást teremtve. 2008-ban kiadták a Stand up EP-t, amin még mindig angol nyelvű dalok voltak; hozzáállásuk a zeneíráshoz azonban változott, miközben a magyar MTV és a megújult MR2 Petőfi Rádió felkarolta az együttest.
2009-ben megjelent a Magneoton kiadónál első magyar nyelvű nagylemezük, ami a Csinálj egy lemezt címet kapta. Az albumon három dalhoz forgattak a klipet, a "Majdnem Kalifornia", a "Magasan száll" és a "Szépen, hangosan" című számokhoz. A lemezen a PASO együttesben tevékenykedő Krsa és Egyedi Péter, az Óriás frontembere is közreműködött. Előbbi a "Személyes üzenet" című dalban, míg utóbbi a "Még egy ilyen" című számban.
2010-ben kiadták a Mindenki király című EP-t, amit ingyenesen le lehetett tölteni. A zenekar 2011-ben a The Grenma és az Insane zenekarokkal turnézott az országban, majd stúdióba vonultak, és felvették Sav című lemezüket, amit szintén ingyenesen letölthetővé tettek, mivel indoklásuk szerint így több helyre tud eljutni zenéjük, és ezáltal építeni tudják rajongóbázisukat. A lemez erősen kritizálja a zenei szakmát, ezért is ironikus, hogy megjelenését az MTV EMA idejére tették, amin a legjobb magyar előadó kategóriában jelölték a zenekart. 2012-ben a zenekar menedzselését Kovács Ákos Dadan vette át Hegyi Csillától (a Kowalsky meg a Vega, a Blind Myself, és az Idoru menedzserétől), és ugyanebben az évben megjelent A világ végén című EP-jük. A zenekar negyedik albuma 2013-ban jelent meg Konzervzene címmel.
A 'Ne is figyelj rám' EP 2015-ben jelent meg, amit 2016-ban a csapat ötödik nagylemeze, az 'Idő van' követ.

## Diszkográfia
A 2006-os First of many és a 2009-es Csinálj egy lemezt című albumokat leszámítva mindegyik lemez szerzői kiadásban jelent meg. Az összes lemez ingyenesen letölthető az együttes weboldalán Archiválva 2013. május 18-i dátummal a Wayback Machine-ben.

### Nagylemezek
- First of many (2006) – CLS kiadó
- Csinálj egy lemezt (2009) – Magneoton kiadó
- Sav (2011) – Gold Record
- Konzervzene (2013) – Gold Record
- Idő van (2016) – Gold Record
- Pozitív (2021) – Gold Record
- Régen minden jobb volt (2023) – Gold Record

### Középlemezek
- Check out the sound EP (2001)
- Tessék EP (2002-2003)
- Stand up EP (2008)
- Mindenki király EP (2010) – Gold Record
- A világ végén EP (2012) – Gold Record
- Ne is figyelj rám (2015) – Gold Record

### Válogatásalbumok
- Placc (a Sziget Fesztivál válogatáslemeze) (2003)
- Csak a maradék (demóválogatás) (2005)

## Tagok
- Kovács Krisztián – ének
- Binges Zsolt – basszusgitár
- Szapek Gergő – szólógitár
- Hornyák Kristóf – dob, ütőhangszerek

## Díjak
Jelölve
- A  2011-es MTV EMA legjobb magyar előadó kategóriájában.